# École de commerce de Copenhague
Pour les articles homonymes, voir CBS (homonymie).
L’École de commerce de Copenhague (en danois : Handelshøjskolen i København ; en anglais : Copenhagen Business School ou CBS) est un établissement d'enseignement supérieur avec reconnaissance du statut d'université du Danemark située à Copenhague et spécialisée dans les sciences commerciales. Fondée en 1917, elle accueille 15 791 étudiants et plus de 1 300 employés, ce qui fait d'elle l'une des plus grandes écoles de commerce d'Europe.
Le bâtiment de l'École a la forme d'un parallélépipède ; il a une hauteur de 12 mètres, ainsi qu'une longueur de 250 mètres.

## Relations internationales
L'université est membre de l'Université de l'Arctique. UArctic est un réseau international d'universités, d'instituts de recherche et d'organisations ayant pour but de promouvoir, coordonner et soutenir la recherche ainsi que l'éducation dans les régions arctiques.

## Personnalités liées à l'établissement

### Étudiants
- Jacob Schram, homme d'affaires